# 효령고등학교
효령고등학교(孝令高等學校)는 대한민국 대구광역시 군위군 효령면 중구리에 있는 공립 고등학교이다.

## 학교 연혁
- 1971년 1월 25일 : 효령중학교 설립 인가(9학급)
- 1971년 2월 9일 : 초대 박영수 교장 취임
- 1971년 3월 26일 : 개교식 거행 (교가제정 작사 전상열, 작곡 이준)
- 1986년 11월 11일 : 효령고등학교 설립 인가(6학급)
- 1987년 3월 4일 : 고등학교 입학식 거행(113명)
- 1999년 12월 20일 : 학교 체육관 신축
- 2020년 9월 1일 : 제19대 박종대 교장 취임
- 2021년 2월 5일 : 2020학년도 졸업식(중학교 제48회 6명) (졸업생 누계 중학교 3,936명)
- 2021년 2월 5일 : 2020학년도 졸업식(고등학교 제32회 14명) (졸업생 누계 고등학교 1,561명)

## 참고 자료
- 효령고등학교 - 한국교육학술정보원 학교알리미